# أريل أمايا
أريل أمايا (بالإنجليزية: Ariel Amaya)‏ هو لاعب كرة قدم أرجنتيني سابق، ولد ببوينس آيرس، الأرجنتين.